# Ulf J. Söhmisch
Ulf Jürgen Söhmisch, né le 10 juin 1938 à Munich, et mort dans cette ville le 20 novembre 2016, est un acteur allemand.
Il joue le rôle du médecin légiste dans la série télévisée Le Renard de 1983 à 2013.
Il a également interprété ce même rôle dans un épisode de la série Inspecteur Derrick, en 1985, dans l'épisode "L'imagination d'Helga".
Il est également doubleur. Il a prêté sa voix à Donald Sutherland, Michael Dorn et James Cosmo.